# Wrigiana strepsis
Wrigiana strepsis är en mossdjursart som beskrevs av Gordon och Jean-Loup d'Hondt 1997. Wrigiana strepsis ingår i släktet Wrigiana och familjen Calwelliidae. Inga underarter finns listade i Catalogue of Life.